# Casiano Céspedes
Pour les articles homonymes, voir Céspedes.
Casiano Céspedes (né au Paraguay en 1924) fut un joueur de football international paraguayen, qui jouait en tant que défenseur.

## Carrière
Céspedes participa à la Copa América 1947 avec l'équipe du Paraguay, ainsi qu'à celle de 1949 et à la Copa Rosa Chevallier Boutell de 1950. 
Il évoluait à l'Olimpia Asunción lorsqu'il fut sélectionné pour participer à la coupe du monde 1950.